# ROKS Son Won Il (SS-072)

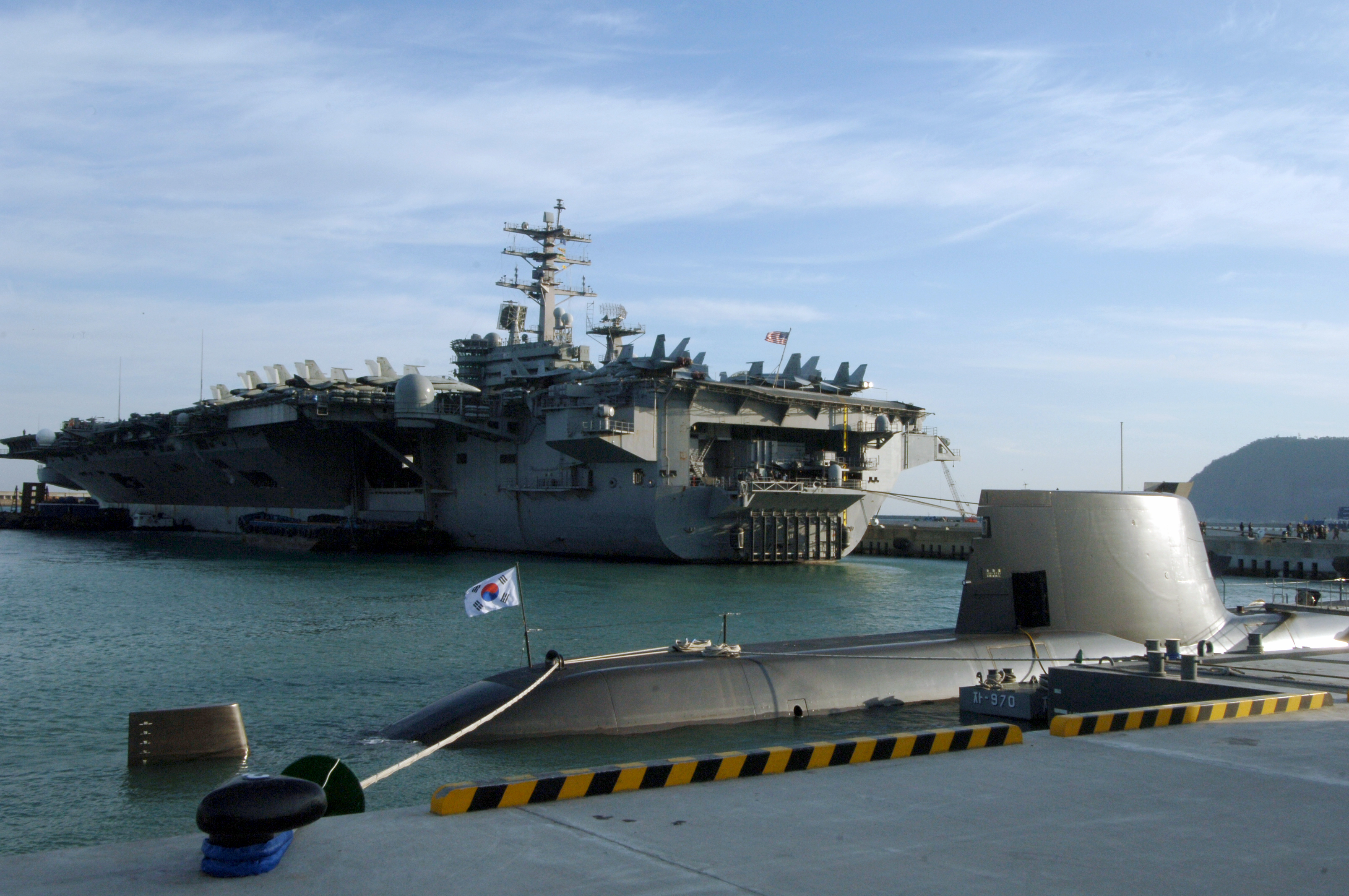
ROKS Son Won Il SS-072 neo đậu gần USS Nimitz (CVN-68) tại căn cứ hải quân Busan, Hàn Quốc

ROKS Son Won Il (SS-072) là chiếc đầu tiên trong lớp tàu ngầm Son Won Il của Hải quân Hàn Quốc. Tàu do công ty Hyundai Heavy Industries đóng, bắt đầu từ tháng 10 năm 2002.
Ngày 9 tháng 6 năm 2006, tàu hạ thủy và chính thức đưa vào biên chế ngày 27 tháng 12 năm 2007. Tàu được đặt theo tên của Phó đô đốc Son Won-Il, tư lệnh Hải quân Hàn Quốc đầu tiên.